# Rhodeus meridionalis
Rhodeus meridionalis är en fiskart som beskrevs av Stanko Karaman 1924. Rhodeus meridionalis ingår i släktet Rhodeus och familjen karpfiskar. IUCN kategoriserar arten globalt som livskraftig. Inga underarter finns listade i Catalogue of Life.